# Impatiens travancorica
Impatiens travancorica är en balsaminväxtart som beskrevs av Richard Henry Beddome. Impatiens travancorica ingår i släktet balsaminer, och familjen balsaminväxter. Inga underarter finns listade i Catalogue of Life.